# James Allred
James Burr Allred, né le 29 mars 1899 à Bowie (Texas) et mort le 24 septembre 1959 à Corpus Christi (Texas), est gouverneur du Texas de 1935 à 1939.

## Biographie
Après la Première Guerre mondiale où il est enrôlé dans l'US Navy, il commence des études de droit et décroche en 1921 à l'université Cumberland un Bachelor of Laws. En 1923 il est nommé procureur de district (District Attorney) du 23e district du Texas où il se montre peu favorable aux idées du Ku Klux Klan. En 1930 il devient Procureur général du Texas (Texas Attorney General)  et s'oppose activement aux monopoles des milieux d'affaires et aux pressions des lobbies. En 1934 il décide de se lancer en politique et brigue le poste de gouverneur du Texas. Il l'emporte au second tour face à Tom Hunter le candidat libéral.

### Source
- James Allred sur www.texaspolitics.utexas.edu